# Granåstjärnen, Gästrikland
Granåstjärnen är en sjö i Ockelbo kommun i Gästrikland och ingår i Gavleåns huvudavrinningsområde.